# 十四道沟镇
十四道沟镇，是中华人民共和国吉林省白山市长白朝鲜族自治县下辖的一个乡镇级行政单位。

## 行政区划
十四道沟镇下辖以下地区：
十四道沟社区、安乐村、冷沟子村、鸡冠砬子村、十四道沟村、十五道沟村和干沟子村。